# Liese Prokop
Liese Prokop, née Liese Sykora à Vienne, Autriche, le 27 mars 1941 et morte à Sankt Pölten le 31 décembre 2006 , est une athlète spécialiste du pentathlon puis une femme politique autrichienne. Elle a été ministre de l'Intérieur du 22 décembre 2004 à sa mort.

## Biographie
En 1965, Liese Sykora épouse Gunnar Prokop, son entraîneur aux Jeux olympiques de 1964, qui s'occupera par la suite avec succès du club de handball autrichien d'Hypo Niederosterreich, au point d'être élu entraineur de handball du siècle. Ensemble, ils ont eu deux fils et une fille.
Brillante athlète, elle remporte notamment la médaille d'argent de pentathlon aux Jeux olympiques de 1968 à Mexico puis devient championne d'Europe en 1969, battant à cette occasion le record du monde de la discipline.
Cette même année, en 1969, elle décide d'entrer en politique en devenant membre du parlement de Basse-Autriche.
En 2004, elle devient la première femme ministre de l'Intérieur de l'Autriche, dans le gouvernement du chancelier Wolfgang Schüssel et participait jusqu'au 29 décembre 2006 aux négociations avec les sociaux-démocrates en vue de former un gouvernement de grande coalition. Deux jours plus tard, elle meurt subitement, à l'âge de 65 ans, d'une rupture de l'aorte alors qu'elle est transférée à l'hôpital.

## Famille
Liese Prokop est la sœur de la sportive Maria Sykora ainsi que la tante de la handballeuse Karin Prokop et du skieur alpin Thomas Sykora.